# Гримальди, Джамбаттиста
Джованни Баттиста Гримальди (итал. Giovanni Battista Grimaldi; Генуя,1673 — Генуя, 1757) — дож Генуэзской республики.

## Биография
Родился в Генуе в 1673 году. Получил военное образование, участвовал, под руководством Карло Де Форнари, в подавлении восстаний на Корсике. В частности, в 1731 году прибыл во главе отряда на остров, чтобы пресечь беспорядки и, параллельно, попытаться наладить отношения с местным населением. Вернувшись в Геную, принял участие, вместе с другими генуэзскими патрициями, в защите города от вторжения австрийцев. Его военные успехи способствовали росту его популярности среди народа, в то время ожесточившегося против генуэзской знати.  
Был избран дожем 7 июня 1752 года, на следующий день после отречения дожа Стефано Ломеллини, и стал 162-м в истории Генуи. Во время его правления главными были две проблемы: вопрос урегулирования статуса принадлежавших генуэзским патрициям земель на Корсике и антигенуэзские волнения в Западной Лигурии, спровоцированные беспорядками в соседнем Королевстве Сардиния. 
Его мандат завершился 7 июня 1754 года, после чего он, вероятно, занимал государственные должности в структуре управления Республикой.
Он умер в Генуе в 1757 году и был похоронен в церкви Иисуса и святых Амброджо и Андреа.
От брака с Анжелой Ломеллини имел двоих детей: Пьерфранко (будущего генерального комиссара Восточной Ривьеры и дожа) и Марию Магдалину (в будущем жена Джироламо Серра).